# Wodniki (obwód iwanofrankiwski)
Wodniki (ukr. Водники) – wieś na Ukrainie w obwodzie iwanofrankiwskim, w rejonie iwanofrankiwskim, w gminie Dubowce, w lewobrzeżnej części Dniestru.

## Historia
Lokacja osady Vodniki na prawie wołoskim w XV wieku. Pierwsza wzmianka o tej szlacheckiej wsi pochodzi z 1435 r.
W okresie Królestwa Polskiego miejscowość leżąca w prowincji małopolskiej, województwie ruskim, powiecie halickim.
W 1450 właścicielem wsi był Jan z Wodnik. 
W okresie Królestwa Galicji i Lodomerii wieś położona w okręgu administracyjnym Namiestnictwa we Lwowie, obwód stanisławowski, powiat halicki a od 1866 powiat stanisławowski.   
W tym czasie wieś należała do klucza marjampolskiego księżnej Anny Jabłonowskiej.   
W okresie II Rzeczypospolitej Wodniki były gminą wiejską w powiecie stanisławowskim województwa stanisławowskiego.  

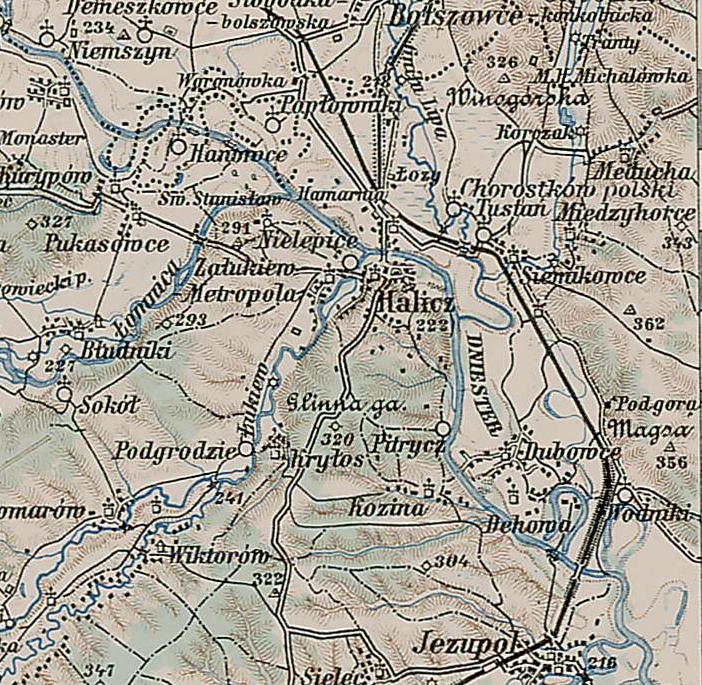
Wodniki 1889

Przez zachodnią część obszaru przebiega kolej lwowsko-czerniowiecka przechodząc przez most na Dniestrze. 1 lutego 1892 roku  otwarto we wsi przystanek dla „ruchu osobowego i pakunkowego”. We wsi cerkiew p.w. Narodzenia Chrystusa Pana i szkoła powszechna. Parafia rzymsko-katolicka w Mariampolu, a parafia greko-katolicka w Dubowcach. 
Od 1 sierpnia 1934 w ramach reformy na podstawie ustawy scaleniowej wieś weszła w skład gminy Mariampol Miasto.
Po II wojnie światowej obszar gminy został odłączony od Polski i włączony do Ukraińskiej SRR, obwód iwanofrankiwski, rejon iwanofrankiwski.

## Dwór
Dwór wybudowany w latach 1875-1880 Stanisława Cieńskiego został uszkodzony w 1916 r. Obiekt odbudowany w 1917 r. został spalony przez wojska rosyjskie w 1920 r.. W 1903 właścicielem tabularnym była Maria Melania z Cywińskich Cieńska. Dwór odziedziczyła Olga Cieńska, a następnie dziedzicem był do 1939 jej mąż Edward Strawiński.

## Demografia
W 1902 roku liczba ludności wynosiła 312, a wg spisu niemieckiego w czasie II wojny światowej w 1943 roku liczba ludności wynosiła 377.